# Îles Mussau
Les îles Mussau ou îles St Matthias sont un petit groupe d'îles de l'océan Pacifique appartenant à l'archipel Bismarck, lui-même faisant partie de la Papouasie-Nouvelle-Guinée.
Le groupe est composé de trois îles. La plus grande, qui est également la plus septentrionale se nomme Mussau, à l'est se trouve Emirau et au sud Eloaua.
Les îles sont reconnues par BirdLife International comme abritant des espèces endémiques d'oiseaux.